# Plan (Isère)
Plan é uma comuna francesa na região administrativa de Auvérnia-Ródano-Alpes, no departamento de Isère. Estende-se por uma área de 6,1 km². Em 2010 a comuna tinha 265 habitantes (densidade: 43,4 hab./km²).